# Wybuch gazu w Szczyrku (2019)
Wybuch gazu w Szczyrku – eksplozja gazu, która miała miejsce w środę 4 grudnia 2019 w Szczyrku. Tego dnia pracownicy firmy budowlanej z Bielska-Białej, specjalizującej się w przewiertach sterowanych, wykonywali podziemny przekop pod wąską ulicą Leszczynową, w celu doprowadzenia przewodów elektrycznych. Podczas prowadzonych prac budowlanych prawdopodobnie doszło do uszkodzenia rurociągu gazowego średniego ciśnienia, o czym poinformowała Polska Spółka Gazownictwa. Około godziny 18:26 w pobliskim trzykondygnacyjnym domu jednorodzinnym doszło do wybuchu gazu w najniższej kondygnacji. Eksplozja spowodowała zawalenie się budynku. W wypadku zginęło 8 osób, w tym czworo dzieci. Ofiary katastrofy to Wojciech Kaim, trener narciarski w klubach KN Siepraw-Ski i MKS „Skrzyczne” Szczyrk, oraz jego rodzina.

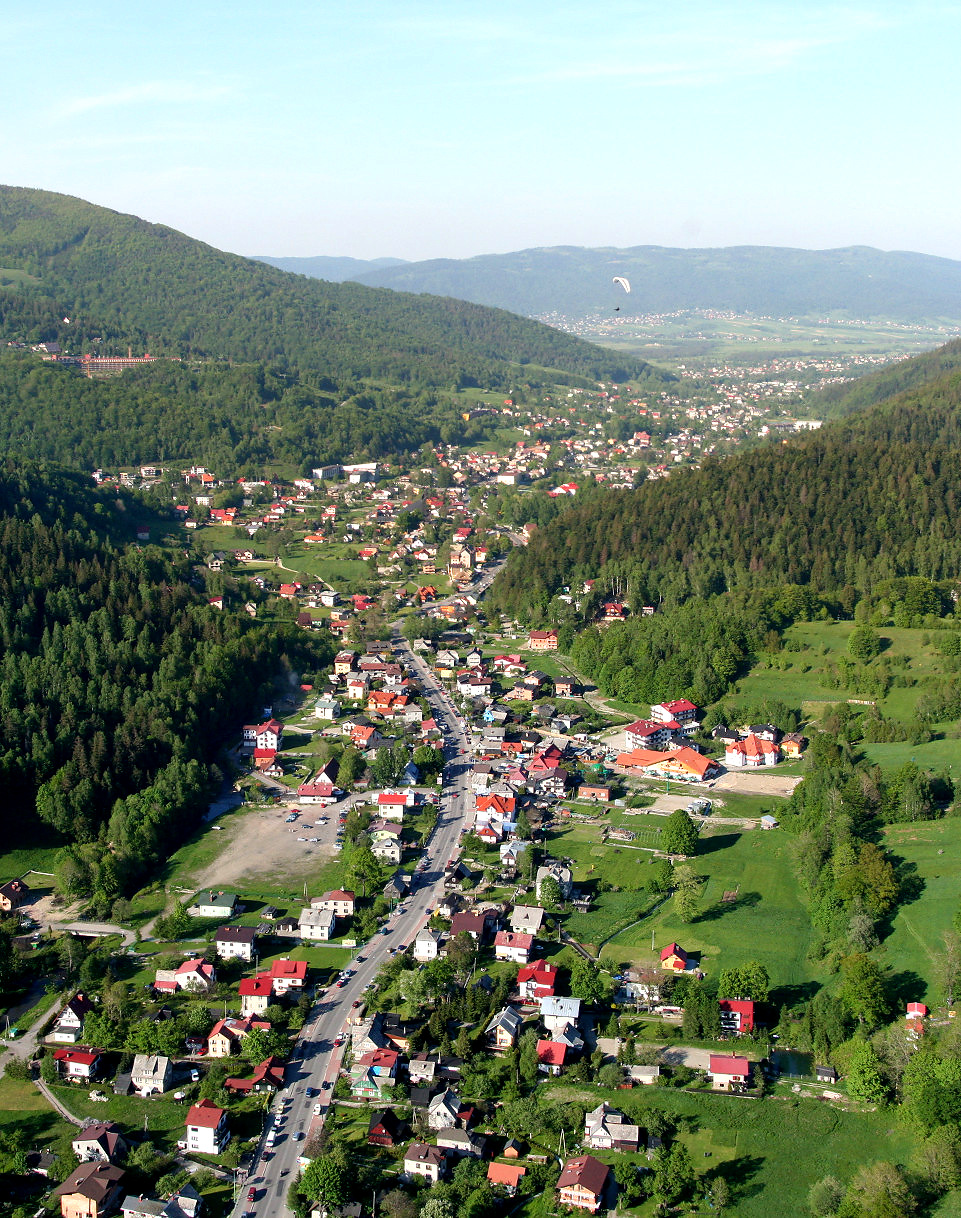
Na pierwszym planie dom, zniszczony w wybuchu, jest dobrze widoczny. Ulica, przebiegająca obok, w dużej części zakryta zielenią drzew.

Akcję gaszenia powstałego pożaru i przeszukiwania rumowiska prowadzono przy zadymieniu i ujemnej temperaturze. Następnego dnia o godz. 7 rano termometry wskazywały −12 °C. Według oficjalnego komunikatu Komendy Głównej Państwowej Straży Pożarnej akcja poszukiwawczo-ratownicza zakończyła się 5 grudnia 2019 o godz. 14:45. W akcji uczestniczyły: 33 zastępy PSP (206 ratowników), 23 zastępy OSP (105 ratowników), kompanie szkolne ze Szkoły Aspirantów PSP w Krakowie i Centralnej Szkoły PSP w Częstochowie, 144 policjantów, 3 zespoły Państwowego Ratownictwa Medycznego, pogotowie gazowe i energetyczne.
Pogrzeb ofiar odbył się 19 grudnia 2019.
10 maja 2024 Sąd Okręgowy w Bielsku-Białej ogłosił wyroki w sprawie. Na 6 lat więzienia został skazany szef firmy zlecającej przekop, na 4 i 3 lata – dwie osoby wykonujące prace. Natomiast 3 osoby, na których ciążyły zarzuty nieprawidłowości przy rozbudowie sieci gazowej, nieumyślnego doprowadzenia do katastrofy, fałszowania dokumentacji i podżegania do składania fałszywych zeznań, zostały skazane na 4 lata i 2 miesiące więzienia. Ponadto wszystkie te osoby zostały objęte zakazem wykonywania zawodu na 10 lat i muszą wypłacić poszkodowanym odszkodowania w znacznych kwotach.